# Park Narodowy Volcán Irazú
Park Narodowy Wulkanu Irazu – park narodowy położony w Kostaryce, w prowincji Cartago, w Kordylierze Centralnej. Powierzchnia 2309 ha. Jego głównym elementem jest wznoszący się na 3432 m n.p.m. najwyższy wulkan kraju – Irazú. Większość porastającej go roślinności jest karłowata. W przeszłości przechodziła poważne zmiany spowodowane silnymi erupcjami. Gatunkiem dominującym jest tu arrayan – krzaki o mocnych, skórzastych liściach. W małych skrawkach lasów przeważają czarne dęby. Najczęściej spotykanymi zwierzętami są tu kojoty i tygrysy, a z ptaków kolibry.